# Arturo Soria y Mata
Arturo Soria y Mata (15 tháng 12 năm 1844 - 6 tháng 11 năm 1920) là một nhà quy hoạch đô thị, kiến trúc sư xây dựng người Tây Ban Nha. Ông nổi tiếng với khái niệm thành phố chuỗi, được thể hiện rõ nét thông qua quá trình xây dựng và phát triển khu vực Ciudad Lineal ở thành phố Madrid.